# Палушай, Аарон
Аарон Палушай (англ. Aaron Palushaj; род. 7 августа 1989, Ливония (Мичиган), США) — американский хоккеист, правый крайний нападающий.

## Карьера
В сентябре 2014 года подписал контракт с клубом из Загреба "Медвешчак" в котором провел 25 матчей и набрал 12 (3+9) очков при коэффициенте полезности -1 с 26 минутами штрафа. Продолжил карьеру в "Автомобилисте" из Екатеринбура,подписав с клубом контракт до конца сезона 2014/15. На счету форварда 25 матчей в регулярном чемпионате. Набрал 9(4+5) очков. В плей-офф с клубом провел 5 матчей и очков не набрал. 26.12.2016 хоккеист вновь возвращается в КХЛ, подписав по ходу сезона 2016/17 односторонний годичный контракт с белорусским клубом «Динамо» из Минска.За клуб из Минска набрал 12(8+4) очков в 18 матчах регулярного чемпионата. В плей-офф провел 2 матча и очков не набрал,так как травмировался. Дебютировал за команду на кубке Шпенглера. Суммарно в КХЛ провел 78 матчей набрав 33(15+18) очков.
14 июня 2017 Аарон Палушай перешёл в шведский «Брюнэс».